# جامعة الرازي (إيران)
جامعة الرازي (بالفارسية: دانشگاه رازی) هي جامعة عامة مقرها في كرمانشاه بإيران. تجذب أقسام العلوم والهندسة بالجامعة العديد من خريجي المدارس الثانوية الإيرانية بالإضافة إلى العديد من المتقدمين للدراسات العليا من جميع أنحاء إيران، خاصة من المقاطعات الغربية.
تضم الجامعة ما يقرب من 13.000 طالب، مسجلين في برامج البكالوريوس والماجستير والدكتوراه.

## التسمية
سميت الجامعة باسم أبو بكر الرازي، أحد أبرز العلماء المسلمين في القرن الثالث. كان يعتبر من خيرة الأطباء السريريين والمفكرين في الإسلام والعصور الوسطى.

## تاريخ
كلية العلوم هي أول كلية في الجامعة، تأسست عام 1972 من قبل الدكتور عبد العالي جويا. في بداية العام الدراسي 1972-1973 ومع وجود 200 طالب في الفيزياء والكيمياء والأحياء والرياضيات، بدأت الجامعة وهيئة التدريس العمل رسميًا.
مع إنشاء كلية الطب في كرمانشاه، وكلية تدريب المعلمين في سنندج، وكلية الطب البيطري في عيلام، توسعت جامعة الرازي.
بعد الثورة الإيرانية، انفصلت الكليات المذكورة أعلاه إلى جامعة كرمانشاه للعلوم الطبية وجامعة كردستان وجامعة عيلام على التوالي.

## الكليات
تضم جامعة الرازي حاليًا 12 كلية وحرم جامعي:

### كلية الآداب والعلوم الإنسانية[2]
تأسست كلية الآداب والعلوم الإنسانية في عام 1988 في الموقع الحالي لكلية العلوم الاجتماعية، مع اللغة الفارسية والأدب فقط كبرنامج. مع توسع هيئة التدريس وإدخال مدارس جديدة، واستقلال كلية العلوم الاجتماعية في عام 2007، انتقلت الكلية إلى موقعها الحالي في حرم طق بستان. تضم الكلية سبعة أقسام:
- قسم الإلهيات
- قسم اللغة الفارسية وآدابها
- قسم اللغة العربية وآدابها
- قسم اللغة الإنجليزية وآدابها
- قسم الجغرافيا
- قسم الدراسات الإسلامية
- قسم القانون والتاريخ وعلم الآثار

### كلية الكيمياء[3]
تأسست كلية الكيمياء كقسم للكيمياء عام 1974 في حرم كلية العلوم. تتكون الكلية من سبعة أقسام:
- قسم الكيمياء العضوية
- قسم الكيمياء التطبيقية
- قسم الكيمياء التحليلية
- قسم الكيمياء غير العضوية
- قسم الكيمياء الفيزيائية
- قسم علوم وتقنية النانو

### كلية العلوم[4]
تأسست هذه الكلية كأول كلية لجامعة الرازي عام 1972.
- دائرة الإحصاء
- قسم الرياضيات
- قسم الأحياء
- قسم الفيزياء

### كلية العلوم الاجتماعية[5]
تم فصلها عن الآداب والعلوم الإنسانية في عام 2007 وتقع حاليًا على 3 هكتارات (7.4 فدان) في حرم بهشتي بوليفارد، وتضم ثمانية أقسام:
- قسم العلوم السياسية
- قسم الاقتصاد
- قسم العلوم الاجتماعية
- قسم الاستشارات
- قسم المعلومات وعلوم المعرفة
- قسم علم النفس
- قسم ريادة الأعمال والإدارة
- قسم المحاسبة

### كلية الهندسة[6]
بدأ إنشاء كلية الهندسة في عام 1989 وبدأ العمل بها في عام 1992. ويشمل:
- كلية الهندسة الكيميائية
- كلية هندسة الحاسوب
- قسم الهندسة الكهربائية
- قسم الهندسة المعمارية
- قسم الهندسة الميكانيكية
- قسم هندسة المواد والنسيج

### كلية التكنولوجيا المتقدمة والعلوم[7]
- قسم هندسة النظم الحاسوبية المتقدمة
- قسم التكنولوجيا الحيوية النانوية
- قسم العلوم متعدد التخصصات

### حرم الزراعة والموارد الطبيعية[8]
يُعدُّ حرم الزراعة والموارد الطبيعية من أقدم أجزاء جامعة الرازي التي بدأت نشاطها كمدرسة زراعية في عام 1981. بعد التوسع في الأقسام والتخصصات، تمت ترقيته إلى هيئة تدريس، وفي عام 2011 أصبح حرمًا جامعيًا به ثلاث مدارس:
- كلية العلوم والهندسة الزراعية[10]
  - قسم هندسة المياه
  - قسم علوم الحيوان
  - قسم علم الزراعية وعلم الوراثة النباتية
- كلية الزراعة[11]
  - قسم الهندسة الميكانيكية للأنظمة الحيوية
  - قسم أمراض النبات
  - قسم علوم وهندسة التربة
  - قسم الموارد الطبيعية
  - قسم التدريب والنهوض بالزراعة
- كلية الطب البيطري[12]
  - قسم العلوم السريرية
  - قسم العلوم الأساسية وعلم الأمراض

### حرمجوانرود[13]
- قسم إدارة الاعمال
- قسم الإدارة المالية
- قسم المحاسبة

### حرمسنقر[14]
- قسم هندسة ميكانيكا النظم الحيوية
- قسم هندسة الميكنة الزراعية
- قسم هندسة ماكينات صناعة الأغذية

### حرمإسلام آباد[15]
- قسم الهندسة الصناعية
- قسم هندسة الحاسوب
- قسم الهندسة المعمارية

## المراكز البحثية والتعليمية
تضم جامعة الرازي حاليًا المراكز التالية:
1. مركز الرازي للدراسات المعمارية والتخطيط العمراني (RCAUPS)
2. مركز الدراسات الحضرية (CUS)
3. مركز APA لحوادث الأمن السيبراني
4. مركز اللغة بجامعة الرازي (RULC)
5. اختبار إجادة اللغة بجامعة الرازي (RULPT)
6. معمل هندسة المؤسسات (EAL)
7. مركز أبحاث الحوسبة السحابية (CCRC)
8. مركز الدراسات البيئية (CES)
9. معهد الرازي لأبحاث الاتصالات (RITR)

## المجلات الدولية
1. التقنيات المتقدمة في كفاءة المياه
2. التطورات في كيمياء النانو
3. علم نفس الشيخوخة
4. التقنيات الزراعية في المحاصيل الصناعية
5. التنوع البيولوجي وتصنيف الحيوانات
6. التكنولوجيا الحيوية للحبوب والكيمياء الحيوية
7. الجغرافيا واستدامة البيئة
8. دراسات الاقتصاد السياسي الدولي
9. مجلة البحوث التطبيقية في المياه والصرف الصحي
10. مجلة هندسة المحفز ورد الفعل
11. مجلة البحث في الأدب الخيالي
12. مجلة مصنف النصوص الأدبية في العهد العراقي
13. الدراسات السياسية في بلاد ما بين النهرين
14. اقتصاديات القطاع العام
15. البحث في الأدب المقارن
16. اللغات واللهجات الإيرانية الغربية

## روابط خارجية
- الموقع الرسمي